# 사리 레닉
사리 레닉(Sari Lennick, 1975년 8월 4일 ~ )은 미국의 배우, 연극 배우, 영화배우이다.

## 영화
- 카페 소사이어티 (2016년) - 에블린 역
- 시리어스 맨 (2009년) - 주디스 고프닉 역